# Jekaterina Alexejewna Smirnowa
Jekaterina Alexejewna Smirnowa (russisch Екатерина Алексеевна Смирнова; * 4. August 1996 in Tjumen) ist eine russische Skilangläuferin.

## Werdegang
Smirnowa startete im Februar 2014 in Syktywkar erstmals im Eastern-Europe-Cup und belegte dabei den 51. Platz über 10 km klassisch und den 27. Rang im Sprint. Im März 2016 wurde sie in Ischewsk russische Juniorenmeisterin im Skiathlon. In der Saison 2018/19 errang sie mit drei Top-Zehn-Platzierungen den 16. Platz in der Gesamtwertung des Eastern-Europe-Cups. Dabei erreichte sie in Werschina Tjoi mit dem zweiten Platz über 5 km Freistil ihre erste Podestplatzierung im Eastern-Europe-Cup. Bei der Winter-Universiade Anfang März 2019 in Krasnojarsk holte sie über 5 km klassisch, in der Verfolgung und im 15-km-Massenstartrennen jeweils die Silbermedaille und mit der Staffel die Goldmedaille. Nachdem sie zu Beginn der Saison 2019/20 in Schtschutschinsk über 5 km Freistil ihren ersten Sieg im Eastern-Europe-Cup holte, startete sie Ende November 2019 erstmals beim Ruka Triple im Weltcup. Dabei lief sie auf den 54. Platz im Sprint, auf den 48. Rang über 10 km klassisch und erreichte mit dem 30. Platz beim Verfolgungsrennen ihren ersten Weltcuppunkt und abschließend den 42. Platz in der Gesamtwertung des Ruka Triples. Es folgten drei Platzierungen in den Punkterängen und zum Saisonende in Kononowskaja über 10 km Freistil der zweite Sieg im Eastern-Europe-Cup. Die Saison beendete sie auf dem 80. Platz im Gesamtweltcup und auf dem zehnten Rang in der Gesamtwertung des Eastern-Europe-Cups. In der Saison 2020/21 erreichte sie mit je zwei ersten und dritten Plätzen den vierten Gesamtrang im Eastern-Europe-Cup. In der folgenden Saison gewann sie mit sechs Siege und je einen zweiten und dritten Platz die Gesamtwertung des Eastern-Europe-Cups. Zudem errang sie bei der Tour de Ski 2021/22 den 28. Platz.

## Siege bei Continental-Cup-Rennen
| Nr. | Datum             | Ort              | Disziplin       | Serie              |
| --- | ----------------- | ---------------- | --------------- | ------------------ |
| 1.  | 14. November 2019 | Schtschutschinsk | 5 km Freistil   | Eastern-Europe-Cup |
| 2.  | 26. Februar 2020  | Kononowskaja     | 10 km Freistil  | Eastern-Europe-Cup |
| 3.  | 26. Dezember 2020 | Krasnogorsk      | 10 km Freistil  | Eastern-Europe-Cup |
| 4.  | 3. März 2021      | Syktywkar        | 15 km Skiathlon | Eastern-Europe-Cup |
| 5.  | 15. November 2021 | Schtschutschinsk | 10 km Freistil  | Eastern-Europe-Cup |
| 6.  | 30. November 2021 | Werschina Tjoi   | Sprint Freistil | Eastern-Europe-Cup |
| 7   | 19. Dezember 2021 | Kirowo-Tschepezk | 10 km Freistil  | Eastern-Europe-Cup |
| 8.  | 21. Dezember 2021 | Kirowo-Tschepezk | 15 km klassisch | Eastern-Europe-Cup |
| 9.  | 11. Februar 2022  | Krasnogorsk      | 10 km Freistil  | Eastern-Europe-Cup |
| 10. | 23. Februar 2022  | Tjumen           | 10 km Freistil  | Eastern-Europe-Cup |